# Alexander Walerjewitsch Stukalin
Alexander Walerjewitsch Stukalin (russisch Александр Валерьевич Стукалин; * 19. Februar 1981) ist ein russischer Florettfechter.

## Erfolge
Alexander Stukalin errang bei den Fechteuropameisterschaften 2003 in Bourges Bronze mit der Florett-Mannschaft.
2009 errang er bei der Europameisterschaft in Plowdiw Silber mit der Mannschaft und bei den Weltmeisterschaften in Antalya Bronze mit der Mannschaft.